# Radivoj Korać
Radivoje Korać, kyrillisch: Радивој Кораћ, (* 5. November 1938 in Sombor; † 2. Juni 1969 in der Nähe von Sarajevo) war ein jugoslawischer Basketballspieler. Er ist Mitglied der FIBA Hall of Fame, sowie der EuroLeague’s 50 Greatest Contributors und gilt als einer der besten europäischen Basketballer aller Zeiten. 2022 wurde er posthum in die Naismith Memorial Basketball Hall of Fame aufgenommen.

## Karriere

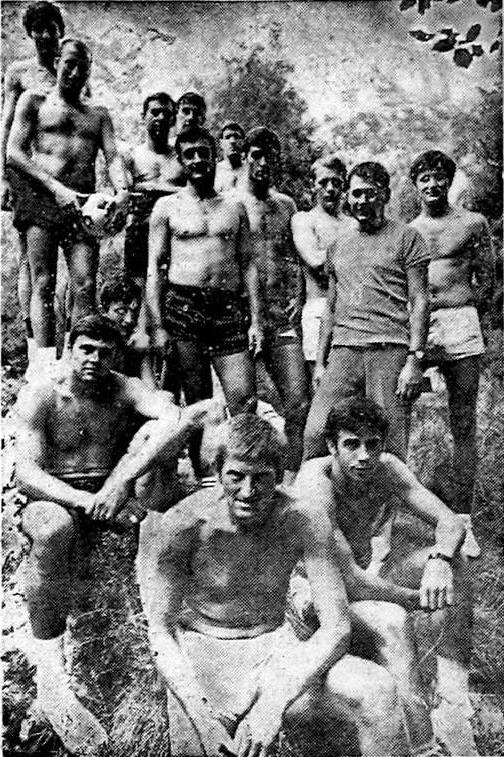
Korać mit der jugoslawischen Basketballnationalmannschaft, 1968

Korać entdeckte im Alter von 16 Jahren den Basketball für sich und startete seine Karriere bei OKK Belgrad. Schnell eignete er sich wegen seiner rötlichen Haare bei Mitspielern und Fans den Spitznamen „Žućko“ (englisch: Blondie) an. In der Saison 1955/56, im Alter von 17, gehörte er bereits zu den besten Spielern der jugoslawischen Liga. Die Saison darauf schloss er als bester Scorer der gesamten Liga ab. Korać war Linkshänder und bekleidete die Position des Power Forward. Als er 1958 erneut die meisten Punkte erzielte und damit wieder Topscorer wurde, sein Team diesmal aber sogar zur Meisterschaft führte, galt er bereits früh als einer der besten jugoslawischen Basketballer aller Zeiten. 1958 wurde er auch erstmals in die jugoslawische Basketballnationalmannschaft berufen, mit der er dreimal an Europameisterschaften teilnahm.
1960 war Korać ein weiteres Mal Topscorer der Liga und gewann mit OKK Belgrad das Double, bestehend aus Meisterschaft und Pokal. Bei den Olympischen Sommerspielen 1960 in Rom war er ebenfalls Topscorer des Turniers, wurde mit der Nationalmannschaft aber nur Sechster. Bei der Europameisterschaft im Jahr darauf führte er seine Mannschaft mit einem Punkteschnitt von 24 – was den Bestwert aller Spieler darstellte – ins Finale. In diesem trafen er und sein Team auf die Sowjetunion. Korać erzielte 12 Punkte, das Spiel ging 53:60 verloren. Dennoch wurde er zum Most Valuable Player, also zum besten Spieler des Turniers gewählt.
Im Verein lieferte er weiter konstant starke Leistungen ab, wurde zwischen 1962 und 1965 viermal in Serie Topscorer der Liga und gewann mit OKK Belgrad in dieser Zeit zweimal die Meisterschaft und einmal den Pokal. Mit dem Nationalteam nahm er 1963 erstmals an einer Weltmeisterschaft teil, wo er an die überragenden Auftritte der vorherigen Europameisterschaften anknüpfte und mit seiner Mannschaft Vizeweltmeister wurde. Vier Jahre später wurde er ein weiteres Mal Vizeweltmeister. Bei den Olympischen Sommerspielen 1968 in Mexiko gewann er mit dem Nationalteam die Silbermedaille.
In der Saison 1964/65 erzielte Korać im Europapokal der Landesmeister, in dem er mit OKK diverse Male vertreten war und dreimal das Halbfinale erreichte, beim Spiel gegen Alvik Stockholm 99 Punkte, was bis heute Rekord im wichtigsten Europapokal des Basketballs, der heute als EuroLeague firmiert, ist. Dabei erzielte er alle Punkte mit Korblegern, Nahdistanz- und Freiwürfen. Dreipunkte-Würfe führte die FIBA erst 1980 ein.
Nach insgesamt 13 Jahren, vier Meisterschaftsgewinnen und zwei Pokalsiegen, wechselte Radivoje Korać nach Belgien zu Liège Basket, wo er prompt Meister wurde. Glücklich wurde er in Lüttich aber dennoch nicht und wechselte somit nach nur einer Saison nach Italien zu Pallacanestro Petrarca Padova, wo er zum insgesamt zwölften und letzten Mal Topscorer eines Basketball-Wettbewerbs wurde.
Radivoje Korać erzielte insgesamt 5.281 Punkte im Verein und weitere 3.153 Punkte für die jugoslawische Nationalmannschaft, was einen Durchschnittswert von 20,1 pro Länderspiel ergibt. Seine letzten Punkte erzielte er am 1. Juni 1969 beim Spiel der Nationalmannschaft gegen die Auswahl der jugoslawischen Teilrepublik Bosnien-Herzegowina. Korać steuerte 35 Zähler zum 131:93 bei.

## Tod
Am 2. Juni 1969, dem Tag nach dem gewonnenen Spiel gegen Bosnien-Herzegowina, machte sich Korać auf den Weg zurück nach Belgrad und fuhr in der Nähe Sarajevos mit seinem Auto eine Strecke bergauf. Beim Versuch, ein anderes Fahrzeug zu überholen, kollidierte er mit einem entgegenkommenden LKW und erlag wenige Stunden später seinen schweren Verletzungen. Radivoje Korać wurde nur 30 Jahre alt.

## Nachwirkung

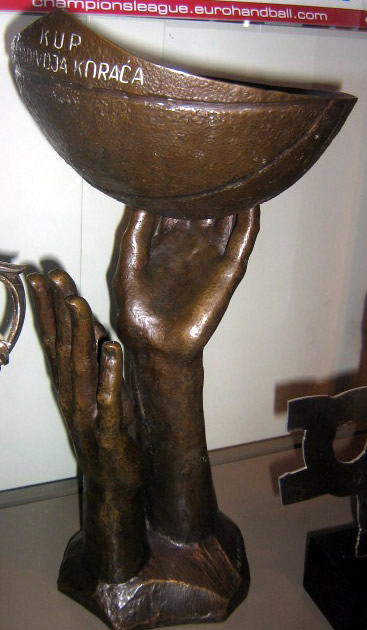
Trophäe des Korać Cup "Žućkova levica": Die linke Hand am Ball symbolisiert Radivoje Korać

Die Basketballwelt zeigte sich nach dem plötzlichen Tod des jungen und talentierten Korać betroffen. Der Jugoslawische Basketballverband beschloss nie wieder ein Basketballspiel an einem 2. Juni auszutragen.
Der diktatorische Staatschef Jugoslawiens, Josip Broz Tito, sagte zum Tode Koraćs: „Begrabt ihn unter der olympischen Flagge. Er war größer als das Land, das er repräsentierte.“ Korać wurde als erster Sportler in der Gasse der bedeutenden Bürger beerdigt.
Als die FIBA 1972 einen neuen Europapokal startete, benannte sie ihn zu seinen Ehren nach ihm. Sein Heimatverein OKK nahm an der ersten Austragung teil und erreichte das Finale. Der Korać-Cup wurde bis 2002 ausgetragen. Unmittelbar nach der Einstellung dieses Wettbewerbs führte der Serbisch-montenegrinische Basketballverband seinen Verbandspokal unter dem Namen Kup Radivoja Koraća aus, der ab 2006 als serbischer Pokal weitergeführt wurde. Im Jahre 2012 übergab die FIBA die originale Trophäe dem serbischen Basketballverband, der diese seitdem den Gewinnern ihres Pokalwettbewerbs übergibt. Diese Trophäe, die den Namen Žućkova levica trägt, symbolisiert den Linkshänder Korać bei einer Spielaktion.
Mit Radivoj Korac Belgrad entstand ein Damenteam mit dem Namen Korać, welches in der ersten serbischen Liga spielt. Zudem existieren in Rumenka, ebenfalls Serbien, in Banja Luka, Bosnien und Herzegowina sowie im schweizerischen Zürich drei weitere Basketballmannschaften, die seinen Namen tragen, darunter der Verein BC Korac Zürich.
Im Jahre 1991 wurde Radivoje Korać in die FIBA's 50 Greatest Players gewählt, eine von der FIBA erstellte Liste der 50 besten Basketballspieler aller Zeiten. Am 1. März 2007 wurde Korać zudem in die FIBA Hall of Fame aufgenommen. Ein Jahr später folgte auch seine Aufnahme in die EuroLeague’s 50 Greatest Contributors.

## Spielweise
Korać galt als einer der besten linkshändigen Schützen, die es im Basketball je gegeben hat. Ungewöhnlich war seine Freiwurftechnik: Korać führte Freiwürfe per Unterhandwurf aus, eine Wurfart die bereits Anfang des 20. Jahrhunderts als veraltet angesehen wurde und vom Sprungwurf abgelöst wurde. Dennoch war Radivoje Korać ein sicherer Freiwurfschütze, was er anlässlich eines Fernsehauftrittes in Belgien untermauerte. Vor laufender Kamera verwandelte er mit seinem Unterhandwurf 100 Freiwürfe hintereinander.

## Erfolge

### Titelgewinne
- 4 × Jugoslawischer Meister (1958, 1960, 1963, 1964)
- 2 × Jugoslawischer Pokalsieger (1960, 1962)
- 1 × Belgischer Meister (1968)

### Erfolge mit der Nationalmannschaft
- 1 × Olympische Silbermedaille (1968)
- 2 × Vizeweltmeister (1963, 1967)
- 2 × Vizeeuropameister (1961, 1965)

## Auszeichnungen

### Individuelle Auszeichnungen
- 1 × Most Valuable Player bei der Europameisterschaft 1961
- 1 × Topscorer der Olympischen Sommerspiele (1960)
- 3 × Topscorer bei Europameisterschaften (1959, 1961, 1963)
- 7 × Topscorer der jugoslawischen Liga (Rekord) (1957, 1958, 1960, 1962, 1963, 1964, 1965)
- 1 × Topscorer der italienischen Liga (1969)

### Besondere Auszeichnungen
Alle Auszeichnungen erfolgten postum:
- Aufnahme in die EuroLeague’s 50 Greatest Contributors (2008)
- Aufnahme in die FIBA's 50 Greatest Players (1991)
- Aufnahme in die FIBA Hall of Fame (2007)

## Film
Im 2011 erschienenen Film, Zlatna levica – Prica o Radivoju Koracu, steht Radivoje Korać im Mittelpunkt der Handlung. Dabei wird die Geschichte eines Mannes erzählt, für den Basketball mehr als nur ein Spiel war, der aber auch als einer der ersten Popstars Jugoslawiens dargestellt wird.